# 多羅特奧扶西站
多羅特奧扶西站位在馬尼拉聖克魯斯區，屬於馬尼拉輕軌1號線的車站，於1985年5月12日正式啟用。該車站處於黎剎大道和多羅特奧·扶西街路口，站體坐落黎剎大道而橫跨多羅特奧·扶西街，街道以1898年領導抗議總主教腐敗運動而被西班牙當局逮捕的菲律賓人為名。
該車站鄰近2號線的勒道站，乘客可通過步行的方式抵達。此外，本站也是1號線上唯一不需經由地面街區到對向月台的車站，然而乘客仍需走出驗票閘門才能利用樓頂的人行天橋前往對向月台。
2016年12月，車站開始進行整修工程。經過設備更新和升級後，於2017年2月6日重新開放。

## 周邊設施
菲律賓兔子、巴丹客運、蘇洛客運和ES交通巴士等皆於車站旁設立巴士站，乘客可利用這些客運業者營運的長途巴士路線前往呂宋島各地。
車站東邊可通往馬尼拉市監獄與何塞·法貝拉博士紀念醫院，西邊則通往馬尼拉大劇院酒店、阿雷利亞諾高中及菲律濱中正學院。

## 車站結構
| 3樓      | 天橋                     | 天橋橫跨月台                                                                 |
| 2樓 月台 | 側式月台，車門由右側開啟 | 側式月台，車門由右側開啟                                                     |
| 2樓 月台 | A月台                    | ← 1號線 小費爾南多·波因方向                                                  |
| 2樓 月台 | B月台                    | → 1號線 桑托斯博士方向 →                                                     |
| 2樓 月台 | 側式月台，車門由右側開啟 |                                                                              |
| 2樓 月台 | 車站大廳                 | 驗票閘門、售票亭、車站控制、商店、前往 LRT2 勒道站及馬尼拉大劇院酒店人行天橋 |
| 地面     | 街區                     | 多羅特奧·扶西街、黎剎大道、客運轉運站、商店                                  |

## 站景

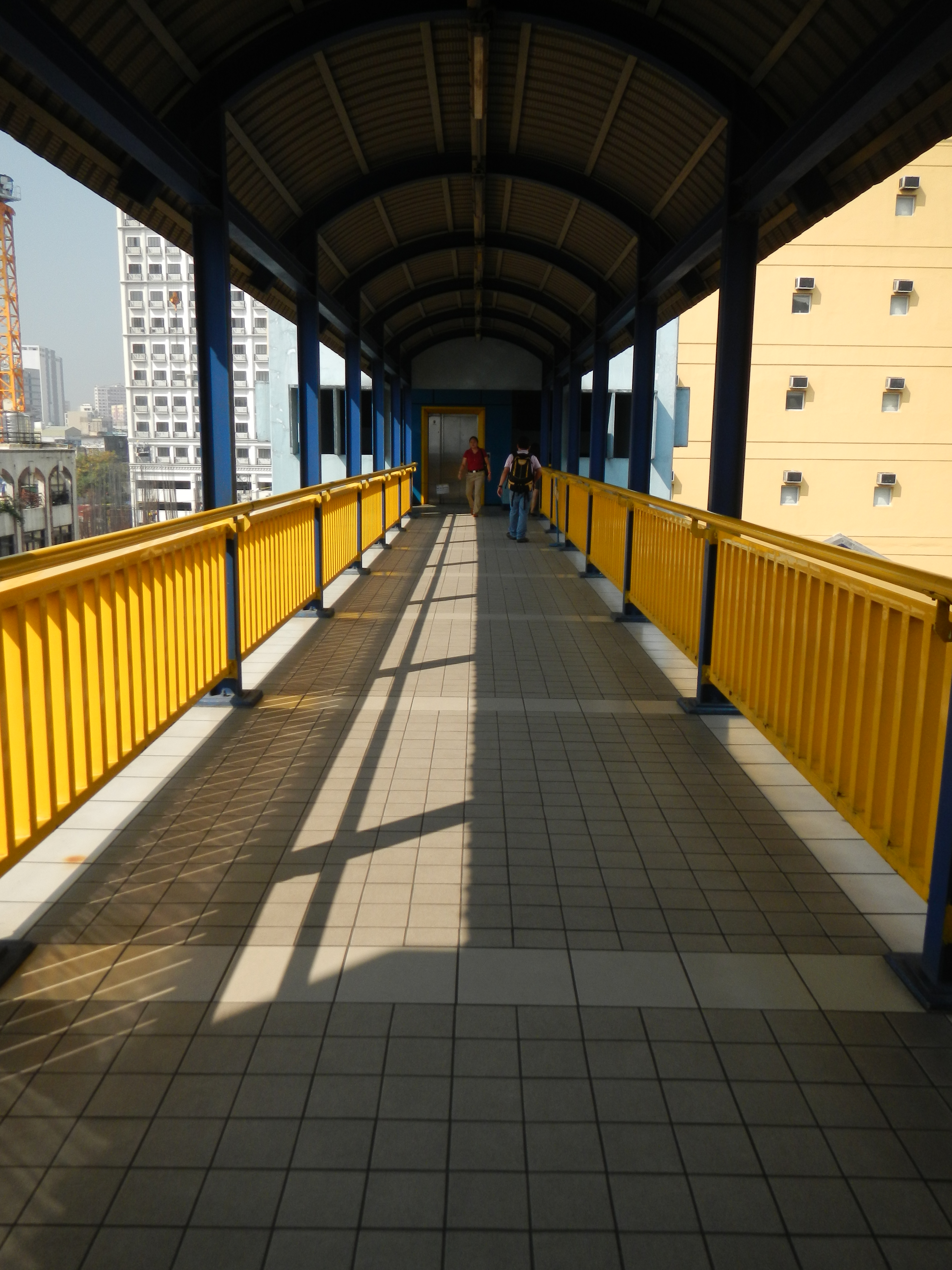
3樓的人行天橋